# 4대 현대화
4대 근대화는 저우언라이가 창시한 개념이며, 중국의 개혁개방의 상징이자, 경제성장의 초석이 된 정책이다.
1978 덩샤오핑에 의해 당시 공식적인 중국 주요 경제 정책이 되었다.
- 공업의 현대화
- 농업의 현대화
- 국방의 현대화
- 과학기술의 현대화

## 같이 보기
- 덩샤오핑 이론